# Pala di Agar
La Pala di Agar o  Agar e l'angelo è un dipinto a olio su tela di Giovanni Carnovali detto il “Piccio”, databile dopo il 1840, consegnato nel 1863, di proprietà dell'Accademia Carrara di Bergamo e conservato nella Cappella del Rosario della basilica di San Martino ad Alzano Lombardo, luogo a cui era originariamente destinato.

## Storia
La cappella del Rosario di Alzano Lombardo posta all'interno della chiesa, la seconda presente sul lato sinistro, ospita opere d'arte d'importante valore artistico, tra queste la pala raffigurante “Agar e l'angelo”, opera del Carnovali. L'artista, alunno di Giuseppe Diotti, aveva realizzato nel 1826, a soli 22 anni, la tela Educazione di Maria con Anna e Gioacchino per la chiesa parrocchiale di San Bartolomeo di Almenno e quest'opera lo aveva reso famoso, veniva considerato un giovane con qualità già mature. Per questo gli venne commissionata la pala che doveva essere posta nella cappella dedicata alla Madonna del Rosario che era stata nuovamente decorata e arredata con opere nuove dal 1754. Tra i nuovi arredi vi era doveva essere la pala Benedizione di Giacobbe che era in realizzazione dal Diotti, e l'interessamento da parte di Guglielmo Lochis, allora direttore alla Carrara, di cui Carnovali aveva realizzato nel 1835 il ritratto.
L'artista fu quindi invitato a realizzate l'opera già nel 1828, ma il contratto fu definito solo nel 1835 e perfezionato nel 1840. La tela fu però consegnata solo il 23 giugno 1863, quando l'artista non realizzava più opere a tema sacro ma si dedicava alle commissioni che riguardavano ritratti e opere a tema storico: riteneva infatti che solo una certa borghesia liberale potesse comprendere i suoi lavori vicini al movimento artistico del romanticismo che si stava affermando in Europa.
La tela non fu accolta favorevolmente, era infatti troppo diversa dalle tele a corrente neoclassico che erano presenti nella cappella, e dopo una accesa polemica, venne indicata come “uno sgorbio né disegnato né dipinto”. La cappella infatti esponeva tele a carattere biblico scelte che avessero come collegamento la Madonna a cui era dedicata. La tela inizialmente fu posta nella cappella nella cornice in stucco già predisposta, ma furono anche due articoli pubblicati da Pasino Locatelli che ne contestavano la realizzazione e ne chiedevano la rimozione, a motivare maggiormente la critica sull'opera: “non corrispondente completamente alle esigenze del quadro di storia, non vedo la scena disposta in armonia colle esigenze estetiche del fatto […]”, terminando la sua critica con “[…] son fatti per il popolo”. La sua richiesta fu esaudita.  La tela fu messa in vendita e acquistata dall'amico e stimatore del pittore ingegnere Daniele Farina nonché anti-accademico, contrario al tipo di pittura che veniva insegnata nei corsi dell'Accademia bergamasca,, acquistata al prezzo di 6000 lire, cifra esorbitante per il periodo.
La tela e l'artista subirono però un attacco eccessivo, sicuramente non consono alla reale valore del dipinto, conseguente però alla situazione che si era creata in Accademia Carrara che trovava contrapporti alcuni dei più importanti dell'epoca, come il Diotti, il suo successore Enrico Scuri contro il Lochis e il Pasino. L'ingiusta e immotivata critica portò però poi maggior attenzione alla tela.

## Descrizione
La tela raffigura Agar nei panni di una giovane donna con lo sguardo volto verso l'alto dove c'è la presenza di un angelo. Uno dei disegni preparatori sarebbe identificabile nel disegno conservato dalla provincia di Varese raffigurante: busto di donna
Il Carnovali eseguì parecchi studi e disegni prima di realizzare quella che è la tela, conscio che doveva raffigurare un personaggio biblico, presente nella Genesi cap. XXI,  che doveva avere una storia che riprendesse e fosse rapportabile a quella della Vergine Fu il pittore Giacomo Trecourt, al tempo titolare della cattedra di pittura di Pavia, che iniziò a cogliere nel dipinto le sue importanti qualità. Accesa è la sua risposta alle critiche che avevano accompagnato la consegna del dipinto allafabbriceria:
(Giacomo Trecourt)
Il volto di Agar e il suo sguardo manifestano sentimenti contrastanti che vanno dal dolore, all'abbandono ma anche alla speranza, secondo il critico Friedrich Hegel il riso tra le lacrime. Il romanticismo non come forma di racconto di una storia come nel neoclassico, ma nel comunicare emozioni e sentimenti coinvolgendo così l'osservatore.
Il dipinto è quindi da considerarsi come il primo lavoro realizzato da un pittore libero, un dipinto che era sembrato non terminato, contrario a quell'idea di pittura che ormai era passata, una pittura nuova. Con la pala di Agar la pittura acquista un nuovo ordine, tutto quello che fino ad allora era ritenuto importante,  non lo era più, sarà questo l'inizio della nuova corrente del simbolismo più espressiva perché più libera, e non legata a raffigurazioni dettagliate e ordinate. Il Piccio con la tela darà una lezione d'arte importante, innovativa, con una denuncia esplicita sul decadimento della società del suo tempo. Agar è la fede, è raffigurata con lo sguardo volto verso il cielo, altamente mistico, nella certezza della misericordia di Dio. Nel volto, nello sguardo della donna vi è la capacità dell'artista di comunicare all'osservatore il dialogo intenso che la donna aveva con Dio, una donna di cui Sara era gelosa, ma certa della misericordia divina.
Questa intensità di pittura si svilupperà nelle opera del “realismo sociale”, pittura che seguirà le denunce presenti in tutta Europa sulle gravi questioni sociali.